# Aventura de una noche
Una aventura de una noche (también conocida por su denominación en inglés, one night stand) es un encuentro sexual único en el que existe la expectativa de que puede no haber más relaciones entre los participantes sexuales. La práctica se puede describir como «actividad sexual sin compromiso emocional o participación futura».

## Puntos de vista
La aventura de una noche es la forma más común de infidelidad, y se usa a menudo en investigaciones, encuestas y sondeos para definir el nivel de promiscuidad en una sociedad en un momento dado. También se ha sugerido que tal acto puede ser tan amenazante para una relación como una aventura a largo plazo:

Una aventura de una noche puede ser más peligrosa que encontrar un amante con consideraciones mutuas. Este escenario es bueno para el viajero de negocios que tiene las probabilidades a su favor; sin embargo, es muy importante saber con quién te vas a acostar, aunque sea por una sola noche. Nadie debe estar exento de causarte un problema, sin importar la distancia o la circunstancia. Una aventura de una noche sigue siendo una forma de infidelidad y puede ser igual de dañina para ti y tu pareja si se descubre.

Algunas mujeres han sugerido que las mujeres que se sienten sexualmente inseguras o insatisfechas deben buscar aventuras de una noche para el crecimiento y la realización personal. Uno escribe: «[Una] aventura de una noche es la manifestación erótica del carpe diem, solo que estamos aprovechando la noche en lugar del día». Otra fuente aconseja a las mujeres que buscan empoderamiento que «comiencen su apogeo teniendo una aventura de una noche», y aclara que la aventura de una noche debe ser una decisión consciente.
La prevalencia de las aventuras de una noche se ha visto favorecida por la llegada de aplicaciones de citas en línea como Tinder y Grindr, que permiten a las personas conectarse con fines que incluyen encuentros sexuales, aunque estas herramientas también se pueden usar para buscar parejas a largo plazo.

## Otras relaciones
La terapeuta de relaciones Laura Berman sugiere que las circunstancias que conducen a tal encuentro no excluyen necesariamente una relación posterior:

Ciertamente, tener sexo en una primera cita puede ser una sentencia de muerte si tu pareja decide que lo único que busca es una aventura de una noche. Por otro lado, muchas parejas felices rompieron la regla de no tener relaciones sexuales en la primera cita y han estado juntas durante años.

A diferencia de una aventura de una noche, cuando las personas involucradas tienen contacto sexual recurrente sin compromiso romántico, se considera una relación de sexo ocasional.

## Fantasía
Una aventura de una noche también puede incluirse en una fantasía sexual.